# DB-Killer

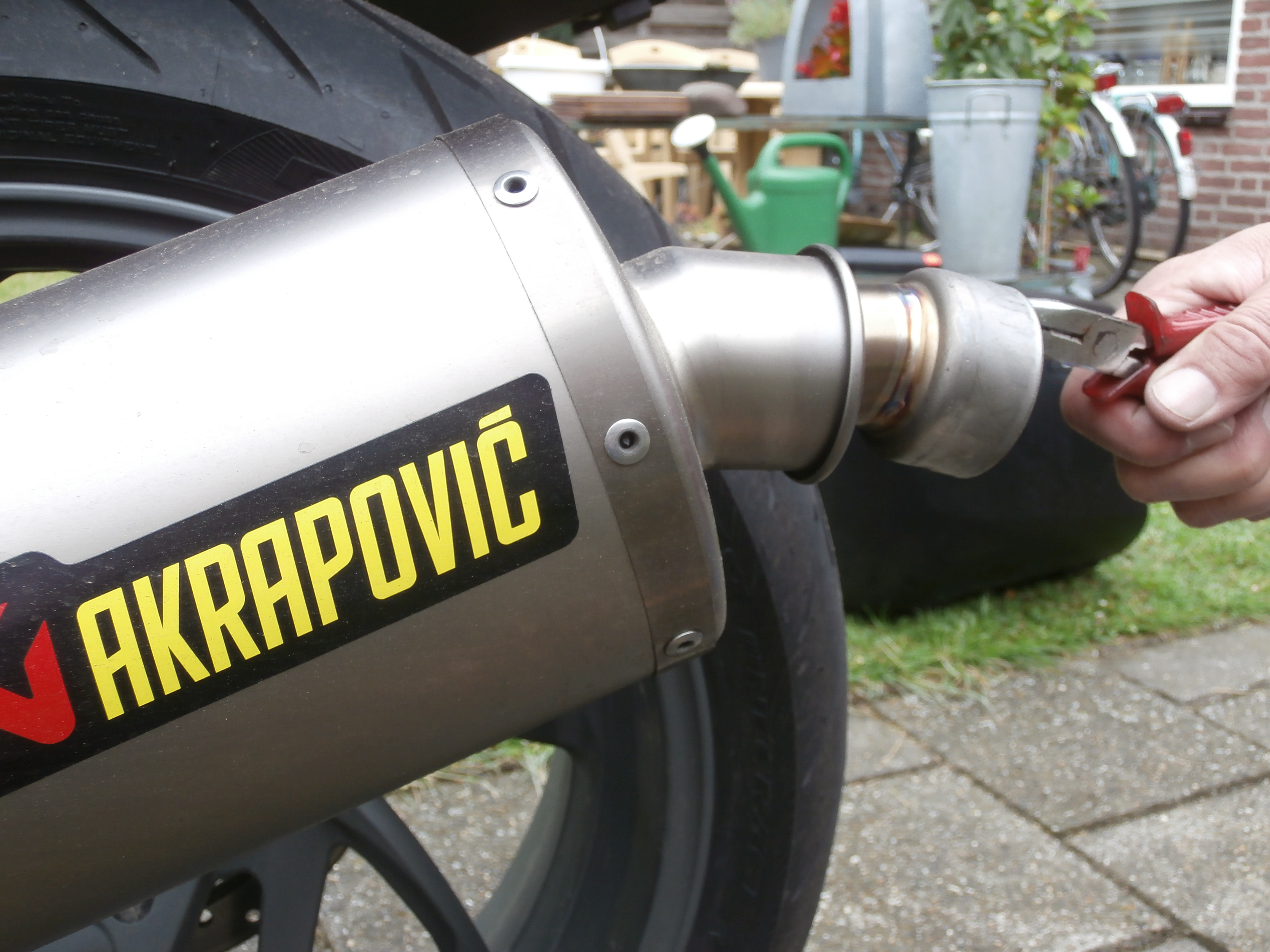
Ausbau eines dB-Killers

Ein dB-Killer (Dezibel-Killer, auch dB-Eater oder dB-Absorber) ist ein auswechselbares Bauteil eines Schalldämpfers. Der Zweck besteht darin, die Schallemission durch Erhöhung des Staudrucks unter den gesetzlichen Grenzwert zu drücken.
Eingesetzt werden dB-Killer meist in Motorradsportschalldämpfern. Verbunden mit der Verminderung der Schallemission ist zumeist auch eine geringfügige Verminderung der Motorleistung. Der Betrieb eines Sportschalldämpfers auf öffentlichen Straßen, Wegen und Plätzen in Deutschland ohne dB-Killer ist untersagt, falls durch das Entfernen des dB-Absorbers die gesetzlichen Grenzwerte der Lautstärke überschritten werden. Seit dem 1. Mai 2014 wird dies mit einer Geldbuße geahndet (davor Geldbuße plus 3 Punkte im Fahreignungsregister (Flensburg)).
Der Vorteil eines solchen Schalldämpfersystems besteht darin, dass es sowohl für die Rennstrecke als auch im Straßenverkehr verwendet werden kann – durch die oft leichte Montierbarkeit des dB-Killers können die ansonsten zu lauten Sportschalldämpfer auch im Straßenverkehr betrieben werden.
Durch die Entfernung des dB-Killers erlischt die Betriebserlaubnis des Motorrads oder Kleinkraftrades, da das Abgas- und Geräuschverhalten verändert wird. 
Nicht abbaubare, sondern verschweißte dB-Eater sowie die äußerliche Kennzeichnung der Geräuschwerte sind nach ECE R 41 obligatorisch.  Die ECE R 41 ist auch in der EU durch die für neue Zwei- und Dreiräder ab 1. Januar 2016  geltende Euro-4-Norm umgesetzt.